# 듀티 사이클

듀티 사이클(duty cycle)은 기계 제어 공정에서 많이 쓰이는 개념 중 하나이다. 신호의 한 주기(period)에서 신호가 켜져있는 시간의 비율을 백분율로 나타낸 수치이다. 주기는 신호가 on-and-off 사이클을 한번 온전히 거치는 데 소요되는 시간을 말한다. 듀티 사이클은 다음과 같은 공식으로 표현할 수 있다:
{\displaystyle D={\frac {T}{P}}\times 100\%}
여기서 D는 듀티 사이클, T는 신호가 켜져있는 시간, P은 신호의 주기이다.